# Defendente Ferrari
Pour les articles homonymes, voir De Ferrari et Ferrari.
Defendente Ferrari, connu aussi comme Defendente Ferrari da Chivasso, Chivasso, dans l'actuelle province de Turin, au Piémont, v. 1490 - Turin, après 1535)  est un peintre italien de la haute Renaissance, actif au début du XVIe siècle au Piémont.

## Biographie
Il a rencontré un succès considérable en tant qu'auteur de polyptyques et de retables, caractérisé par une décoration de style très inspiré par les maîtres de l'Europe du Nord.
Il naît sûrement à Chivasso et a été un élève Giovanni Martino Spanzotti, actif dans cette commune à partir de 1502. Avec son maître, il collabore au polyptyque de la cathédrale de Turin, illustrant l'Histoire des saints Crispin et Crispinien, réalisé en 1507.
Parmi ses toutes premières œuvres, encore inspirées de son maître, marqué par le gothique international, figure l'Adoration des mages de la galerie Sabauda.
Vers 1508, il peint La Nativité du Fogg Art Museum de Cambridge (Massachusetts), témoin de contacts étroits avec la peinture flamande.
Sa première œuvre datée est de 1510, il s'agit de la Nativité nocturne du Museo Civico d'Arte Antica de Turin, suivie du triptyque de Veillane de 1511.
Durant les années 1510-520 sa production est marquée, de façon toujours plus insistante par des influences allemandes et plus particulièrement d'Albrecht Dürer. Une singulière réplique de la Madone d'Orléans de Raphaël, remonte à 1526.
Dans la dernière phase de sa carrière, il exécuta les polyptyques pour Ranverso et Bianzé (Verceil).
Gerolamo Giovenone fut un de ses élèves.

## Œuvres

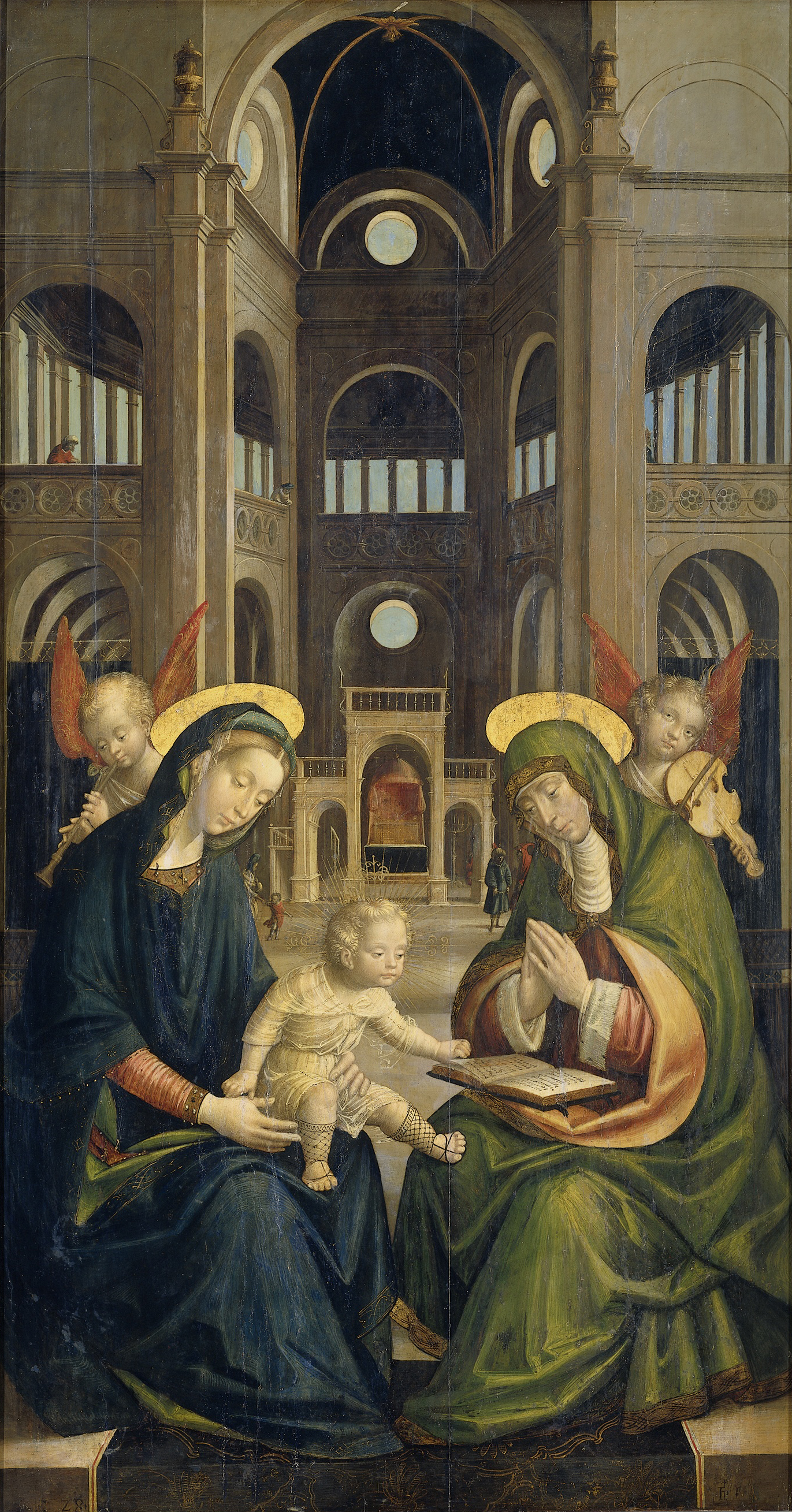
La Vierge et l'Enfant avec Sainte Anne (1528), Rijksmuseum Amsterdam.

Sa production artistique est abondante et encore bien conservée, mais une seule des œuvres qui lui sont attribuées, lui est formellement reconnue, les autres le sont par défaut d'autres auteurs.
- Assomption de la Vierge (1500), tempera sur toile, 162 cm × 68 cm, musée des beaux-arts de Budapest.
- Vierge et l'Enfant avec des saints (vers 1500-1505) , huile sur toile, Museo del Territorio Biellese, Biella, Italie.
- La Déposition de croix (1505-1507), Musée municipal de Bourg-en-Bresse, France.
- Triptyque (1507), Sacra San Michele, Piémont, Italie
- Vierge et l'Enfant (1509-1535), huile sur toile, galerie Palatine, palais Pitti, Florence.
- Nativité (1511), église Saint-Jean, Veillane, Italie
- Le Christ dans la maison de Marthe et Marie (vers 1511-1535), huile sur toile, 155 cm × 76,2 cm, Denver Art Museum, Denver
- Adoration de l'Enfant avec sainte Claire et des Clarisses (1519), tempera sur bois, sacristie de la cathédrale, Ivrée
- Vierge trônant avec l'Enfant et des saints (vers 1520), huile sur toile, 136,5 × 114 cm, Philadelphia Museum of Art, Philadelphie.
- Retable en quatre volets (une partie supérieure et prédelle en trois scènes) : Annonciation (panneau principal), Mort de Saint Jean-Baptiste, Ensevelissement du Christ, Présentation au Temple. Abbaye de Hautecombe, Savoie, France, v.1520.
- Adoration des mages (vers 1520) , huile sur toile, 103 × 73 cm, Paul Getty Museum, Los Angeles
- Vierge à l'Enfant (1520-1530), peinture sur bois, 75 × 48 cm, Pavillon de la Meridiana, Palais Pitti, Florence
- Adoration de l'Enfant avec saint Warmond et un donateur (1521), sacristie de la cathédrale, Ivrea, Italie
- Vierge et l'Enfant sur le trône avec des saints (vers 1525), huile sur toile, 91 cm × 60 cm, Chazen Museum of Art, University of Wisconsin, Wisconsin
- Différend entre Jésus-Christ et les docteurs (1526), huile sur toile, 209 cm × 93 cm, Staatsgalerie, Stuttgart.
- Vierge à l'Enfant (1526), huile sur toile, 56 cm × 37 cm, Rijksmuseum, Amsterdam.
- Madone, sainte Anne, l'Enfant et deux anges (1528), huile sur toile, Rijksmuseum, Amsterdam.
- Pietà,
- Saints Pierre et Paul,
- Polyptyque de Saint Yves : Saint Yves recueille les prières des pauvres; Messe de saint Grégoire; Saint Jean l'Evangéliste à Patmos ; Sainte Famille ; Saint Michel ; Sainte-Catherine ; Le visage du Christ ; L'archange Gabriel ; La Vierge de l'Annonciation ; Histoires de Sainte Marie Madeleine, Tempera sur bois, 345 × 270 cm, galerie Sabauda, Turin
- Saint Jérôme en pénitence, Museo Borgogna, Verceil, Italie
- Le Deuil du Christ, cathédrale, Chivasso, Italie.

Museo Civico d'Arte Antica, Turin.

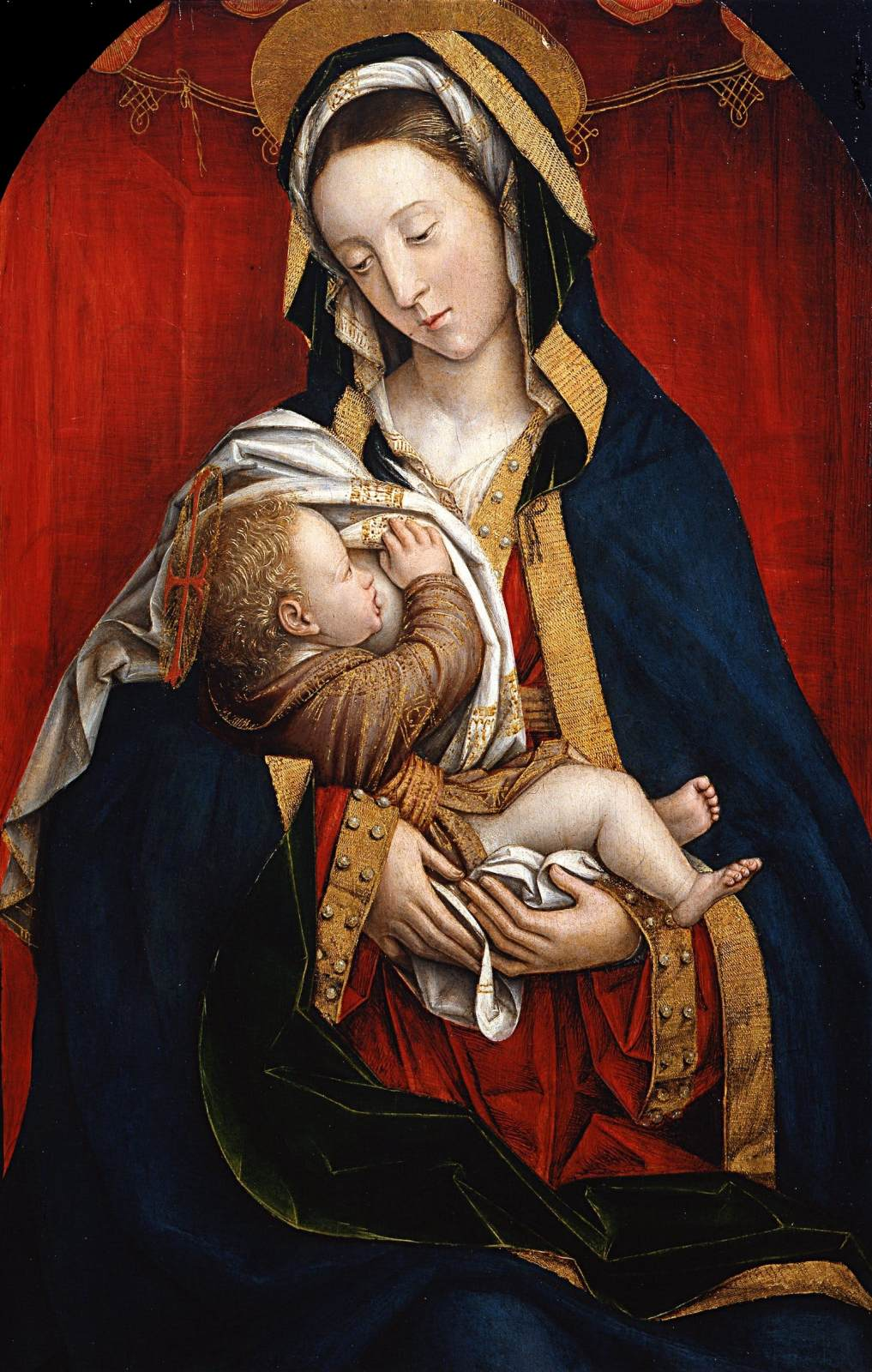
Vierge du lait (entre 1505 et 1511), galerie des Offices, Florence.

- Sainte Catherine (vers 1500-1501), tempera sur bois.
- Saint François et les donateurs (vers 1501) , tempera sur toile, 86,5 × 68,8 cm.
- Débarquement de Marie-Madeleine à Marseille (vers 1504-1513), tempera sur toile, 168,5 × 90 cm.
- Mariage de la Vierge (vers 1504-1515), tempera sur toile, 177 × 95,5 cm.
- Saint Jean-Baptiste (vers 1505-1510), tempera sur toile, 93,2 × 67,8 cm.
- Saint Yves et deux fidèles (vers 1506-1510), tempera sur toile, 93,2 × 67,8 cm.
- Ange portant la Croix (vers 1509), huile sur toile.
- Martyre de saint Sébastien(vers 1510), tempera sur toile, 37,3 × 103 cm.
- Nativité (vers 1510), tempera sur toile, 33,5 × 52,7 cm
- Fuite en Égypte (vers 1510), tempera sur toile, 33,7 × 52,3 cm.
- Nativité la nuit (1510), tempera sur bois, 48 × 38 cm.
- Allégorie avec le Christ et neuf saints (vers 1515-1520).
- Crucifixion (vers 1518-1523), tempera sur bois.
- Polyptyque de Bianzè,
- Annonciation à la Vierge (1520), tempera sur bois, 73 × 62 cm.
- Ange Annonciateur (1520), tempera sur bois, 72 × 63 cm.
- Adoration de l'Enfant (vers 1521), tempera sur toile, 120 × 79,2 cm
- San Pantaleone et un donateur (vers 1525), tempera sur toile, 166,5 × 92 cm.
- Présentation au Temple (vers 1525-1530), tempera sur toile, 209,5 × 140 cm.
- Couronnement de la Vierge à l'Annonciation, dans les deux prédelles, (vers 1525-1530), tempera sur bois.
- Noli me tangere (1530), tempera sur toile, 207,5 × 107 cm.
- Saint Pierre (1530), huile sur toile.
- Sainte Lucie (vers 1530), huile sur toile.
- Saint Laurent (vers 1530) , huile sur toile.
- Saint Michel Archange défait le diable (vers 1530), tempera sur toile, 206,5 × 107 cm.
- Polyptyque de Saint-Jérôme avec Saint Jean Baptiste, Saint Jaques et Saint Georges et un saint guerrier dans les prédelles latérales, Ange Annonciateur et Annonciation de la Vierge dans les ronds, (vers 1530-1535), tempera sur bois, panneau central: 132 × 46 cm, panneaux latéraux : 133 × 47 cm.
- Saint Jérôme pénitent (1530-1535), tempera sur toile, 67,5 × 52,5 cm
- Présentation du Christ au Temple (vers 1540), tempera sur bois, 37 × 69 cm.

## Source
- (it) Cet article est partiellement ou en totalité issu de l’article de Wikipédia en italien intitulé « Giovanni Martino Spanzotti » (voir la liste des auteurs).